# Regeringen Lars Løkke Rasmussen I
Regeringen Lars Løkke Rasmussen I var Danmarks regering fra 5. april 2009 til 3. oktober 2011, bestående af ministre fra Venstre og Det Konservative Folkeparti. Den nye regering tiltrådte 5. april 2009 som en fortsættelse af Regeringen Anders Fogh Rasmussen III. Den hidtidige finansminister Lars Løkke Rasmussen overtog posten som statsminister fordi Anders Fogh Rasmussen 4. april havde fået posten som NATO's 15. generalsekretær. Lars Løkke havde været partiet Venstres næstformand siden 1998 og minister siden 2001.
23. februar 2010 lavede Lars Løkke en omfattende rokade og satte derved sit eget ministerhold, der ikke blot var en videreførelse af den forrige regering.
Ved folketingsvalget 15. september 2011 erkendte Lars Løkke Rasmussen, at den hidtidige VK-regering havde lidt et valgnederlag til den socialdemokratisk ledede opposition og erklærede, at han dagen efter ville indgive regeringens afskedsbegæring til Dronningen.

## Videreførelse af Regeringen Anders Fogh Rasmussen III (5. april 2009 – 23. februar 2010)
Den første del af Regeringen Lars Løkke (I)'s embedsperiode var præget af den fortsatte økonomiske krise og Danmarks værtskab for FN's 15. klimakonference, der blev afholdt i København fra 7. til 18 december 2009.

### Ændringer ved tiltrædelsen
Den 7. april 2009 udpegede Lars Løkke Rasmussen 2 nye ministre. Samtidig flyttede en minister til et nyt resortområde og en minister blev efter eget ønske afskediget.

#### Ændring af Ministre
Velfærdsminister og minister for ligestilling Karen Jespersen forlod regeringen.
Beskæftigelsesminister Claus Hjort Frederiksen blev ny finansminister i stedet for Lars Løkke Rasmussen.
Politisk ordfører for Venstre, Inger Støjberg blev ny beskæftigelsesminister og minister for ligestilling. 
Integrationsordfører og familieordfører for Venstre, Karen Ellemann blev indenrigs- og socialminister.

#### Ændringer af Resortområder
Velfærdsministeriet fik navneforandring til Indenrigs- og Socialministeriet.
Beskæftigelsesministeriet overtog Sikringsstyrelsen og ansvaret for sager vedrørende social pension, førtidspension, boligstøtte, m.v. fra Velfærdsministeriet.

### Ændringer i forbindelse med udnævnelse af dansk EU-kommissær
Den 24. november blev Connie Hedegaard udnævnt til europæisk kommissær. Hun gik derfor samme dag af som Klima- og energiminister.
Samtidig med sin afgang som Klima- og energiminister blev Hedegaard udnævnt til Minister for FN's klimakonference i København i 2009  Denne tidsbestemte ministerudnævnelse var som minister uden portefølje. Efter klimakonferencen gik Hedegaard 20. december af som minister.
Ny Klima- og energiminister blev Lykke Friis, tidligere prorektor på Københavns Universitet og international anerkendt ekspert i europæiske forhold. I forbindelse med sin udnævnelse til minister meldte hun sig ind i partiet Venstre.
Samtidig rykkede Transportminister Lars Barfoed op som nummer otte i statsrådsrækkefølgen, den plads Hedegaard tidligere havde haft.

### Ministrene fra 7. april 2009 til 23. februar 2010
- Statsminister Lars Løkke Rasmussen (V)
- Økonomi- og erhvervsminister, vicestatsminister Lene Espersen (K)
- Udenrigsminister Per Stig Møller (K)
- Finansminister Claus Hjort Frederiksen (V)
- Justitsminister Brian Mikkelsen (K)
- Forsvarsminister Søren Gade (V)
- Skatteminister Kristian Jensen (V)
- Transportminister Lars Barfoed (K)
- Undervisningsminister og minister for nordisk samarbejde Bertel Haarder (V)
- minister for videnskab, teknologi og udvikling Helge Sander (V)
- Udviklingsminister Ulla Tørnæs (V)
- Minister for fødevarer, landbrug og fiskeri Eva Kjer Hansen (V)
- Kulturminister Carina Christensen (K)
- Minister for sundhed og forebyggelse Jakob Axel Nielsen (K)
- Minister for flygtninge, indvandrere og integration samt kirkeminister Birthe Rønn Hornbech (V)
- Miljøminister Troels Lund Poulsen (V)
- Beskæftigelsesminister og minister for ligestilling Inger Støjberg (V)
- Indenrigs- og Socialminister Karen Ellemann (V)
- Klima- og energiminister Lykke Friis (V) – Før 24. november 2009 Connie Hedegaard (K)

## Regeringsomdannelsen 23. februar 2010
Den 23. februar foretog Lars Løkke en ministerrokade., der var så omfattende, at kun en minister (Birthe Rønn Hornbech) forsat havde ansvar for samme ministerium som hun havde i Regeringen Anders Fogh Rasmussen III. Samtidig fremlagde regeringen et nyt arbejdsprogram Danmark 2020, som antydede, at der snarere var tale om en ny regering end en simpel ministerokade. På Amalienborg Slotspl ads omtalte Statsministeren derfor rokaden som en de facto ny regering. Genopretningspakken (maj 2010) var et resultat af forhandlinger om en opstramning af den økonomiske politik.

### Resortområderne
Indenrigs- og Sundhedsministeriet blev genoprettet ved sammenlægning af Ministeriet for Sundhed og Forebyggelse, som blev nedlagt, og indenrigsdelen af Indenrigs- og Socialministeriet, dvs. resortansvaret for CPR-administrationen, Det Kommunale og Regionale Evalueringsinstitut, de regionale statsforvaltninger, m.v.
Socialministeriet blev genoprettet af de tilbageværende dele af Indenrigs- og Socialministeriet.
Resortansvaret for den selvejende institution Center for for Kultur og Udvikling blev overført fra Udenrigsministeriet til Kulturministeriet.

### Ministrene
Søren Gade gik efter eget ønske og forlod helt politik. Kristian Jensen blev gruppeformand i Venstres folketingsgruppe i stedet for Hans Christian Schmidt der blev minister for anden gang.
Følgende ministre var involveret i ministerokaden.

#### Afgående ministre, alle fraRegeringerne Anders Fogh Rasmussen
- Helge Sander (minister siden 27. november 2001)
- Ulla Tørnæs (minister siden 27. november 2001)
- Søren Gade (minister siden 24. april 2004)
- Kristian Jensen (minister siden 2. august 2004)
- Carina Christensen (minister siden 15. december 2006)
- Jakob Axel Nielsen (minister siden 12. september 2007)
- Eva Kjer Hansen (minister siden 23. november 2007)

#### Ministre fraRegeringerne Poul Schlüter
- Bertel Haarder (minister 10. september 1982 – 25. januar 1993 og siden 27. november 2001)
- Per Stig Møller (minister 18. december 1990 – 25. januar 1993 og siden 27. november 2001)

#### Ministre fraRegeringerne Anders Fogh Rasmussen
- Lars Løkke Rasmussen (minister siden 27. november 2001)
- Lene Espersen (minister siden 27. november 2001)
- Claus Hjort Frederiksen (minister siden 27. november 2001)
- Brian Mikkelsen (minister siden 27. november 2001)
- Hans Christian Schmidt (minister 27. november 2001 – 12. september 2007 og siden 23. februar 2010)
- Lars Barfoed (minister 18. februar 2005 – 14. december 2006 og siden 10. september 2008)
- Troels Lund Poulsen (minister siden 23. november 2007)
- Birthe Rønn Hornbech (minister siden 23. november 2007)

#### Nye ministre under Lars Løkke Rasmussen
- Politisk ordfører for Venstre Inger Støjberg (minister siden 7. april 2009)
- Integrationsordfører og familieordfører for Venstre Karen Ellemann (minister siden 7. april 2009)
- Prorektor Lykke Friis (minister siden 24. november 2009)
- Formand for det Udenrigspolitiske Nævn Gitte Lillelund Bech (minister siden 23. februar 2010)
- Finansordfører for Venstre Tina Nedergaard (minister siden 23. februar 2010)
- Udenrigsordfører for Venstre Søren Pind (minister siden 23. februar 2010)
- Fødevare- og Landbrugsordfører for Venstre Henrik Høegh (minister siden 23. februar 2010)
- Regionrådsmedlem for det Konservative Folkeparti i Hovedstadsregionen Benedikte Kiær (minister siden 23. februar 2010)
- Direktør for Danfoss Universe Charlotte Sahl-Madsen (minister siden 23. februar 2010)

## Ændring i statsrådsrækkefølgen 14. januar 2011
13. januar trådte Udenrigsminister Lene Espersen tilbage som politisk leder for det Konservative Folkeparti og hun blev dagen efter, af den konservative folketingsgruppe, erstattet af Justitsminister Lars Barfoed. I denne forbindelse blev Lars Barfoed medlem af regeringens koordinationsudvalg, af hvilket Lene Espersen udtrådte. Dermed blev statrådsrækkefølgen også ændret således at Barfoed blev nummer to. Espersen blev nummer ni lige efter Bertel Haarder, da hendes plads bestemtes af hendes anciennitet som minister.

## Regeringen fra 23. februar 2010 til 8. marts 2011
- Statsminister Lars Løkke Rasmussen (V)
- Justitsminister, Vicestatsminister Lars Barfoed (K)
- Finansminister Claus Hjort Frederiksen (V)
- Kulturminister Per Stig Møller (K)
- Økonomi- og erhvervsminister Brian Mikkelsen (K)
- Skatteminister Troels Lund Poulsen (V)
- Indenrigs- og Sundhedsminister Bertel Haarder (V)
- Udenrigsminister, Lene Espersen (K)
- Transportminister Hans Christian Schmidt (V)
- Minister for flygtninge, indvandrere og integration samt Kirkeminister Birthe Rønn Hornbech (V)
- Beskæftigelsesminister Inger Støjberg (V)
- Miljøminister og Minister for nordisk samarbejde Karen Ellemann (V)
- Klima- og energiminister samt Minister for ligestilling Lykke Friis (V)
- Forsvarsminister Gitte Lillelund Bech (V)
- Undervisningsminister Tina Nedergaard (V)
- Udviklingsminister Søren Pind (V)
- Minister for fødevarer, landbrug og fiskeri Henrik Høegh (V)
- Socialminister Benedikte Kiær (K)
- Minister for videnskab, teknologi og udvikling Charlotte Sahl-Madsen (K)

## Regeringen fra 8. marts 2011 til 3. oktober 2011
- Statsminister Lars Løkke Rasmussen (V)
- Justitsminister, Vicestatsminister Lars Barfoed (K)
- Finansminister Claus Hjort Frederiksen (V)
- Udenrigsminister, Lene Espersen (K)
- Kulturminister og Kirkeminister Per Stig Møller (K)
- Økonomi- og erhvervsminister Brian Mikkelsen (K)
- Undervisningsminister Troels Lund Poulsen (V)
- Indenrigs- og Sundhedsminister Bertel Haarder (V)
- Transportminister Hans Christian Schmidt (V)
- Beskæftigelsesminister Inger Støjberg (V)
- Miljøminister og Minister for nordisk samarbejde Karen Ellemann (V)
- Klima- og energiminister samt Minister for ligestilling Lykke Friis (V)
- Forsvarsminister Gitte Lillelund Bech (V)
- Minister for udviklingsbistand og Minister for flygtninge, indvandrere og integration Søren Pind (V)
- Minister for fødevarer, landbrug og fiskeri Henrik Høegh (V)
- Socialminister Benedikte Kiær (K)
- Minister for videnskab, teknologi og udvikling Charlotte Sahl-Madsen (K)
- Skatteminister Peter Christensen(V)

8. marts 2011 kom der ovenpå Statsløse-sagen en regeringsrokade. Den føromtalte sag betød at Birthe Rønn Hornbech måtte afgive sine ministerposter. Minister for udviklingsbistand Søren Pind blev i stedet udnævnt til minister for flygtninge, indvandrere og integration og fortsætter i øvrigt i sin hidtidige stilling som minister for udviklingsbistand.
Kulturminister Per Stig Møller blev udnævnt til kirkeminister og fortsætter i øvrigt i sin hidtidige stilling som kulturminister. Troels Lund Poulsen blev udnævnt til ny undervisningsminister efter Tina Nedergaard måtte stoppe "af personlige årsager". Venstres politiske ordfører, Peter Christensen, overtog den ledige post som skatteminister efter Lund Poulsens overflytning.
Ellen Trane Nørby afløste Peter Christensen som politisk ordfører for Venstre.
Tilbagetrækningsreformen (maj 2011) blev indgået med Dansk Folkeparti og Det Radikale Venstre. Den indebærer bl.a. reform af førtidspension, efterløn og folkepension. Regeringens tilbagetræden den 3. oktober 2011 ændrer ikke ved dette forlig, idet partierne bag det stadig har flertal sammen i Folketinget.